# Einar Torgersen
Einar Torgersen (* 24. August 1886 in Drammen; † 9. September 1946 ebenda) war ein norwegischer Segler.

6mR-Yacht (Typ 1907 links), (Typ 1919 rechts)

## Erfolge
Einar Torgersen gewann 1920 in Antwerpen bei den Olympischen Spielen in der 6-Meter-Klasse nach der International Rule von 1907 die Silbermedaille. Er war Skipper der Marmi, deren Crew aus Leif Erichsen und Andreas Knudsen bestand. In drei Wettfahrten misslang der Marmi zunächst eine Zieleinfahrt, ehe sie daraufhin den zweiten und schließlich den ersten Platz belegte. Mit sieben Gesamtpunkten schloss Torgersen die Regatta auf dem zweiten Platz hinter dem belgischen Boot Edelweiß II von Skipper Émile Cornellie und vor dem zweiten norwegischen Booten Stella ab.